# André Bienvenu Roman
André Bienvenu Roman, né le 5 mars 1795 et mort le 26 janvier 1866, est un gouverneur de la Louisiane entre 1831 et 1835, puis entre 1839 et 1843 et membre d'une famille de l’aristocratie créole de la paroisse de Saint-Jacques, comptant de riches propriétaires fonciers, juges et diplomates.

## Biographie
Il est le fils de Jacques-Étienne Roman et Marie-Louise Patin. Sa grand-mère paternelle, Marie-Josephe Daigle venait du Québec et a épousé un Français de Grenoble, Jacques Roman, dont la mère était liée au financier Paris Duverney, qui avait une concession en Louisiane. Une de ses sœurs a épousé Valcour Aimé, grand planteur de sucre et propriétaire de la plantation du "Petit Versailles".
Mariée à Aimée François Parent, il eut huit enfants et commença sa carrière comme juge puis comme élu à la chambre des représentants de Louisiane pour le parti whig. Il a développé l'éducation et le système bancaire, portant le nombre de banques en Louisiane de cinq à onze et luttant contre une épidémie de fièvre jaune.
Son frère Jacques-Télesphore Roman a fait construire pour son épouse le riche domaine de plantation qu’on a nommé Oak Alley et qui fait face au Mississippi à Vacherie, au sud-ouest de Bâton-Rouge. Alfred, fils d’André Bienvenu a été juge, écrivain et éditeur. Il épousé la fille de Valcour Aimé.